# 不可逆激动剂
不可逆激动剂是一种永久结合并激活受体的激动剂。一般激动剂与受体的结合是可逆的，而不可逆激动剂与此不同，它和受体的结合至少在理论上是不可逆的，如Oxymorphazone就是一种不可逆激动剂。 实际上，可逆和不可逆的区分往往只是程度不同而已——不可逆激动剂对受体的化學親和性远远高于可逆激动剂。

## 例子
oxymorphazone